# カナナスキス
カナナスキス (Kananaskis) は、カナダ・アルバータ州にある開発推進地区（地方自治体の一種）。カルガリーの西、ロッキー山脈の裾野に位置する地域である。
この地域一帯は「カナナスキス・カントリー」という名で呼ばれ、アルバータ州政府によって林業、天然ガス田や油田探索、牧畜、観光、レクリエーションなどの目的で使用されてきた。
行政府はカナナスキス・ビレッジにおかれている。

## 特徴
カナナスキスはロッキー山脈の東麓に位置し、環境保護を意識して計画的に開発されたオールシーズン・リゾートとして知られる。夏はゴルフ、ハイキング、乗馬、冬はダウンヒル、クロスカントリースキー、スノーモービルといったさまざまなアウトドア・スポーツが楽しめる。
また、カナナスキスはカルガリーオリンピックのアルペン競技（リゾート内のナキスカ・スキー場）、第28回主要国首脳会議（カナナスキス・サミット）、第51回先進国首脳会議（カナナスキス・サミット）の会場となった。

## 沿革
- 1988年 - カルガリーオリンピックのアルペン競技が開催
- 2002年 - 第28回主要国首脳会議が開催
- 2025年 - 第51回先進国首脳会議が開催

## 交通
- トランスカナダハイウェイ（州道1号線）の南約26km、マウント・アラン・ドライブとセンテニアル・ドライブ経由で州道40号線（カナナスキス・トレイル）の西3kmの距離に、カナナスキス・ビレッジは位置する。